# Mihail Glinka
Mihail Ivanovič Glinka (rusko Михаил Иванович Глинка), ruski skladatelj, * 20. maj/1. junij 1804, Novospaskoje pri Smolensku, Rusija, † 3./15. februar 1857, Berlin.
Glinka je bil prvi ruski skladatelj, ki je v času svojega življenja postal priznan in cenjen v domovini. Pogosto je omenjan kot oče ruske klasične glasbe. Njegova dela so pomembno vplivala na kasnejše rodove ruskih skladateljev, predvsem na rusko petorko, ki je nadaljevala njegovo delo v smislu ohranjanja narodnih napevov in melodike v umetno komponirani glasbi.
Najpomembnejši njegovi deli sta operi Ivan Susanin (1836) in Ruslan in Ljudmila (1842).